# 2001夜物語
『2001夜物語』（にせんいちやものがたり）は、星野之宣によるSF漫画。これを原作としてアニメ版とラジオドラマ版も製作された。
『月刊スーパーアクション』（双葉社）で1984年6月号から1986年6月号まで連載される。単行本はアクションコミックスより全3巻が刊行され、のちに愛蔵版・文庫版にもなった。2007年に雑誌掲載時の形式に合わせた原型版（光文社コミック叢書SIGNAL HI-END）として上下巻構成で刊行された。英語をはじめ多数の外国語に翻訳されている。
題名は『千一夜物語』とアーサー・C・クラーク『2001年宇宙の旅』を併せたものとなっており、内容も冒頭部分は『2001年』のオマージュとなっている。各話タイトルは、欧米の著名な古典的SF作品の題をそのまま用いたものが多い。全体を通して、宇宙に進出して様々な試練を受ける人類史を連作短編の形で綴った宇宙叙事詩的な作品である。

## ストーリー
20世紀後半に始まった人類の宇宙開発は、有人宇宙飛行・宇宙ステーション打ち上げと続き、地球外生命の痕跡も発見される。月で有用な鉱物資源が発見された事で、自給自足の宇宙開発が可能となり、人類は太陽系を席巻していく。さらに恒星間航行の試みも行われた。凍結した精子と卵子を積んだ宇宙船をコンピュータで制御して、生存に適した惑星が認められた時点で受精させ育成する「人類播種計画」や、地球人類の文化の全てと宇宙の知的生命へのメッセージとを記憶した外宇宙探査システムがそれである。人工冬眠の技術も実用化された。
21世紀初頭に海王星軌道のはるか外側で発見された新惑星ルシファー（魔王星）は、太陽に拮抗しうる質量を備えた反物質星であった。それは強大なエネルギー源となり、人工ブラックホールを利用した超空間航法「ミュー駆動」による瞬時恒星間飛行が可能になった。「人類播種計画」に種を提供したロビンソン夫妻の子孫たちは、代々宇宙事業に加わりまだ生まれぬ「子供たち」を援助し続ける事になる。外宇宙に進出した人類は、次々と驚異的な天体や生命体と出会っていく。その一方で、宇宙で生まれ育ち、IQも平均寿命も旧来の人類よりはるかに高い「新世代」が、続々と誕生していた。
24世紀には人類は半径150光年の宇宙に進出する一方で、地球外文明はいまだに発見されなかった。そして多くの植民地は予想外の障害にあって放棄されあるいは壊滅していった。疲れ始めた人類は、地球外文明を探す最後の計画「グランド・セチ計画」を実施し、成果がなければ外宇宙から撤退しようとしていた。ロビンソン一族の末裔アダム・ロビンソンがその計画に参加した頃、「子供たち」はくじら座タウ星系の惑星に到着する。同じ頃、決して光速度以下に速度を落とさない超光速粒子タキオンになぞらえ自らをタキオニアンと呼ぶ「新世代」の一団が、銀河縦断に向け旅立とうとしていた。アダムとタキオニアンと「子供たち」はタウ星系でめぐりあうが、再びそれぞれの道に別れていくのであった。

## 各作品サブタイトル
話数はアクションコミックス等の単行本による（雑誌掲載時とは異なる）。
- 第1夜：大いなる祖先
- 第2夜：地球光
- 第3夜：豊饒の海
- 第4夜：大渦巻III
- 第5夜：宇宙の孤児
- 第6夜：宇宙への門
- 第7夜：遥かなる旅人
- 第8夜：悪魔の星
- 第9夜：天の光はすべて星
- 第10夜：明日を越える旅
- 第11夜：石化世界
- 第12夜：見知らぬ者たちの船
- 第13夜：共生惑星
- 第14夜：最終進化
- 第15夜：楕円軌道
  - 本作に先立って（1984年2月号）独立して発表された作品が、『2001夜物語』の一編として収録されたものである（そのため、超光速機関"ミュー駆動炉"の開発等、ほぼ時系列となっている各話からこの一編のみ独立している）。
- 第16夜：鳥の歌いまは絶え
- 第17夜：植民地（コロニー）
- 第18夜：愛に時間を
- 第19夜：緑の星のオデッセイ
- 最終夜：遥かなる地球の歌
- 番外編：夜の大海の中で（月刊スーパーアクション・1987年9月号掲載）

## 単行本
- アクションコミックス
  - Vol.1（1985年8月刊行、収録作品は、第1夜から第8夜まで）ISBN 978-4-575-93074-0
  - Vol.2（1985年12月刊行、収録作品は、第9夜から第15夜まで）ISBN 978-4-575-93075-7
  - Vol.3（1986年10月刊行、収録作品は、第16夜から最終夜まで）ISBN 978-4-575-93076-4
  - 2001＋5（2006年刊行、収録作品は番外編。その他「アーサー・ワールド」、「アーサー・ワールドII」、「アーサー・ワールドIII」、「さそり座の赤い星(1)」、「怒りの器」、「黄金の惑星」、「ドルメン」、「極点への旅」、「フォボス・ダイモス」、「霧の惑星」を収録。著者による「あとがき」あり）
- 中公愛蔵版（1995年4月刊行、中央公論社、全1巻）ISBN 978-4-12-002438-2
- 双葉文庫名作シリーズ
  - 第一巻（1995年11月刊行）ISBN 978-4-575-72030-3
  - 第二巻（1995年11月刊行）ISBN 978-4-575-72031-0
  - 第三巻（1995年11月刊行）ISBN 978-4-575-72032-7
- MIDWAY 宇宙編 自選短編集（2001年、集英社。「豊饒の海」「悪魔の星」「鳥の歌いまは絶え」を収録）
- アイランドコミックスPRIMO（嶋中書店）
  - Vol.1（2004年1月刊行）ISBN 978-4-901819-75-6
  - Vol.2（2004年2月刊行）ISBN 978-4-901819-79-4
- 光文社コミック業書SIGNAL
  - 原型版 上巻（2007年9月刊行）ISBN 978-4-334-90142-4
  - 原型版 下巻（2007年10月刊行）ISBN 978-4-334-90145-5

## CD
- サウンドコミックシリーズ/ドルビーサラウンドレコード「2001夜物語」（1986年、ポニーキャニオン）
  - 音楽:Light House Project
  - 「2001夜物語」の世界を表現するため、ドルビーサラウンド方式で記録されている。

1. オープニングテーマ〜大いなる祖先
2. 大渦巻III
3. 宇宙への門
4. 悪魔の星
5. 見知らぬ者たちの船
6. 愛に時間を
7. 鳥の声いまは絶え
8. 遥かなる地球の歌－宇宙の孤児〜遥かなる旅人〜明日を越える旅〜

## アニメ版

### スペース・ファンタジア 2001夜物語
1987年、東京ムービー新社によりOVA化された。物語は「宇宙の孤児（スター・チャイルド）」「地球からの贈り物」「遥かなる地球の歌」の三部構成となっている。なお、各部のタイトルは門倉聡による音楽のタイトルにもなっており、それぞれ作中のBGMとして流れる。

#### 登場人物・声の出演
- アダム - 古川登志夫
- ハンナ - 鶴ひろみ
- アダム・ロビンソンJr.&アダム・ロビンソン船長 - 納谷悟朗
- カレン - 村田博美
- トビー - 堀川亮
- クリス - 渕崎ゆり子
- レオ - 大木民夫
- クラーク - 野田圭一
- ナレーション - 中西妙子

#### スタッフ
- 原作 - 星野之宣
- 監督 - 竹内啓雄
- 脚本 - 桂千穂、越後谷研
- 絵コンテ - 鍋島修、竹内啓雄、金田伊功
- 演出助手 - 篠原俊哉
- キャラクターデザイン - 杉野昭夫
- メカニックデザイン - 渡部隆
- 作画監督 - 杉野昭夫、本木久年
- 美術監督 - 龍池昇
- 撮影監督 - 高橋宏固
- 音響監督 - 明田川進
- 音楽 - 門倉聡
- プロデューサー - 佐藤智子、飯岡順一、横溝隆久
- 製作 - ビクターエンタテインメント、東京ムービー新社

### TO
『TO』（トゥー）は、『APPLESEED』や『ベクシル 2077日本鎖国』を手がけた曽利文彦監督によるCGライブアニメOVA。『楕円軌道』（だえんきどう）と『共生惑星』（きょうせいわくせい）の2編が制作された。
2009年10月2日にDVDレンタルが2巻同時で開始されたのを皮切りに、同年10月16日にはTOHOシネマズ六本木ヒルズにて一夜限りの劇場上映が行われた後、同年11月24日と11月25日には2夜連続でBS-TBSにて、また11月26日より12月3日、10日、17日の4週連続でTBSにてテレビ放送が行われた。このほか、YouTubeとニコニコ動画でも同年11月12日より『楕円軌道』のバトルシーン特別編集バージョンが配信されている。
同年12月18日には、本作を収録したBDとDVDが発売された。

#### 登場人物・声の出演 (TO)
楕円軌道
- ダン - 大塚明夫
- マリア - 朴璐美
- ウィリー - 最上嗣生
- テロリスト - 四宮豪
- マーク - 三宅健太
- リック - 前野智昭
- ロジャー - 利根健太朗
- ヘイズ - 松田健一郎
- トキオ - 大原崇
- 合成音 - 宮原永海

共生惑星
- イオン - 福山潤
- アリーナ - 平野綾
- ロンギ - 糸博
- スナウト - 高橋研二
- ベルチン - 岸野幸正
- タチアナ - 弥永和子
- クルツ - 土師孝也
- ゲラン - 石井康嗣
- マイケル - 木村雅史
- パイロット - 稲田徹
- ショーン、ナレーション - 佐久田修
- 合成音、警報システム - 柳沢真由美

#### スタッフ (TO)
- 原作 - 星野之宣
- 企画 - 堀腱一郎、矢部征嗣、遠藤和夫、臼井久人、中島一基、大崎幹
- プロデューサー - 高谷与志人、葭原弓子
- Coプロデューサー - 飯泉朝一、川村ジン、山崎史紀、遠藤隆一、大川修司、松井和彦
- 脚本、監督 - 曽利文彦
- 音楽 - 高橋哲也
- サウンドデザイン - 笠松広司
- キャラクターデザイン、映像制作、制作プロダクション - OXYBOT
- デザイン - 岩田研一
- CGスーパーバイザー - 宮崎浩和
- アニメーションスーパーバイザー - 高橋和彦
- アニメーション - 安岡篤志、長田弥、細山信雄、斎木恵美子、荒木浩介
- キャラクターモデリング - 芝慶子
- 背景モデリング - 亀井清明、高橋史佳
- メカモデリング - 寛司智也、山田基寛、内田博明、串井康太
- モーションアクター - 富田昌則、新上博巳、石倉良笙、齋藤恵美子、大口与枝
- 製作 - 『TO』製作委員会（エイベックス・エンタテインメント、博報堂DYメディアパートナーズ、OXYBOT、Showgate、双葉社、BS-TBS）

#### 主題歌
エンディングテーマ「青い月とアンビバレンスな愛」
作詞 - YUKA / 作曲、編曲 - K.MASAKI / 歌 - moumoon

#### テレビ放送局
| 放送地域   | 放送局    | 放送期間                  | 放送日時           | 備考                              |
| ---------- | --------- | ------------------------- | ------------------ | --------------------------------- |
| 日本全域   | BS-TBS    | 2009年11月24日            | 火曜 22:00 - 22:54 | 製作局 BSデジタル放送 2夜連続放送 |
| 日本全域   | BS-TBS    | 2009年11月25日            | 水曜 22:00 - 22:54 | 製作局 BSデジタル放送 2夜連続放送 |
| 関東広域圏 | TBSテレビ | 2009年11月26日 - 12月17日 | 木曜 26:59 - 27:35 |                                   |
| 日本全域   | AT-X      | 2011年5月1日              | 日曜 25:00 - 27:00 | CS放送 リピート放送あり           |

## ラジオドラマ版
- 1986年4月21日から同年4月25日、JFN系列「夢のひととき」にて放送。
- 1987年4月19日、東京放送（現・TBSラジオ）「ラジオ図書館」にて放送。